# Caterina Canzi
Caterina Canzi, nom de scène de Katharina Kanz, née en 1805 à Baden et morte le 22 juillet 1890 à Stuttgart, est une soprano autrichienne.

## Biographie
Kanz est orpheline très jeune et grandit dans la famille de son oncle, le baron von Zinnicq, un officier de l'armée qui dirige également un théâtre privé à Baden. Elle étudie auprès d'Antonio Salieri à Vienne et y fait ses débuts sur scène en 1821. Après des études complémentaires au Conservatoire de Milan auprès de David Banderali, elle apparaît dans le rôle-titre de Zelmira de Gioachino Rossini au Teatro Riccardi de Bergame en 1823 et la même année fait ses débuts à La Scala dans le rôle de Rosina dans Le Barbier de Séville. Elle continue à chanter dans divers théâtres en Italie jusqu'en 1825 sous le nom de Catarina Canzi (la version italienne de son nom), apparaissant à Turin, Trieste, Florence, Vicence, Parme et Bologne.
Lorsque Canzi triomphe dans le rôle-titre de Didone abbandonata (it) de Saverio Mercadante à Vicence, un poème en son honneur est publié dans Teatri, arti e letturatura. Ses apparitions à Bologne en 1824 sont également un grand succès. Elle est nommée membre honoraire de l'Accademia Filarmonica di Bologna et, après une représentation au Teatro Comunale, ses admirateurs jettent à ses pieds une couronne de laurier à laquelle est attaché un autre poème qui sera publié The Harmonicon.
Canzi chante dans des concerts à Londres pendant la saison 1826 et dans une série d'opéras de Rossini à Paris en 1828. Cependant, de 1825 à 1842, elle chante principalement à Leipzig puis à Stuttgart où elle détient le titre de Kammersängerin. Après son mariage en 1830 avec l'acteur allemand Ludwig Wallbach (1793-1872), elle apparaît sous le nom de Katharina Wallbach-Canzi. Leur fils, Ludwig Wilhelm August Wallbach (1832-1914), devint chanteur et compositeur de chansons.

## Création de rôles
- Emirena dans Giulio Sabino nel suo castello di Langres de Vittorio Trento (Teatro Comunale, Bologne, 1er mai 1824)
- Nitocri dans Nitocri de Saverio Mercadante (Teatro Regio, Turin, 26 décembre 1824)
- Zelinda dans Teuzzone de Giuseppe Nicolini (Teatro Regio, Turin, 22 janvier 1825)
- Eucàrite dans L'arrivo de Giuseppe Nicolini (Teatro Ducale, Parme, juillet 1825)
- Isolde dans Der Vampyr de Peter Josef von Lindpaintner (théâtre de la Cour (de), Stuttgart, 21 septembre 1828)